# Vlag van Ronse
De vlag van Ronse werd door de gemeenteraad op 26 augustus 1987 officieel vastgesteld als de gemeentelijke vlag van de Oost-Vlaamse gemeente Ronse. Op 17 november 1987 werd hij door het Bestuur van Vlaanderen bevestigd en uiteindelijk gepubliceerd op 16 september 1988 in het officiële Belgisch Staatsblad. Deze vlag werd al gebruikt in Ronse vóór de officiële goedkeuring.
Officieel wordt de vlag beschreven als:
Twee even lange banen van groen en van wit, met op het groen bovenaan het wapenschild van de gemeente.
Linksboven is het gemeentewapen afgebeeld. De herkomst van de kleuren zijn onbekend.

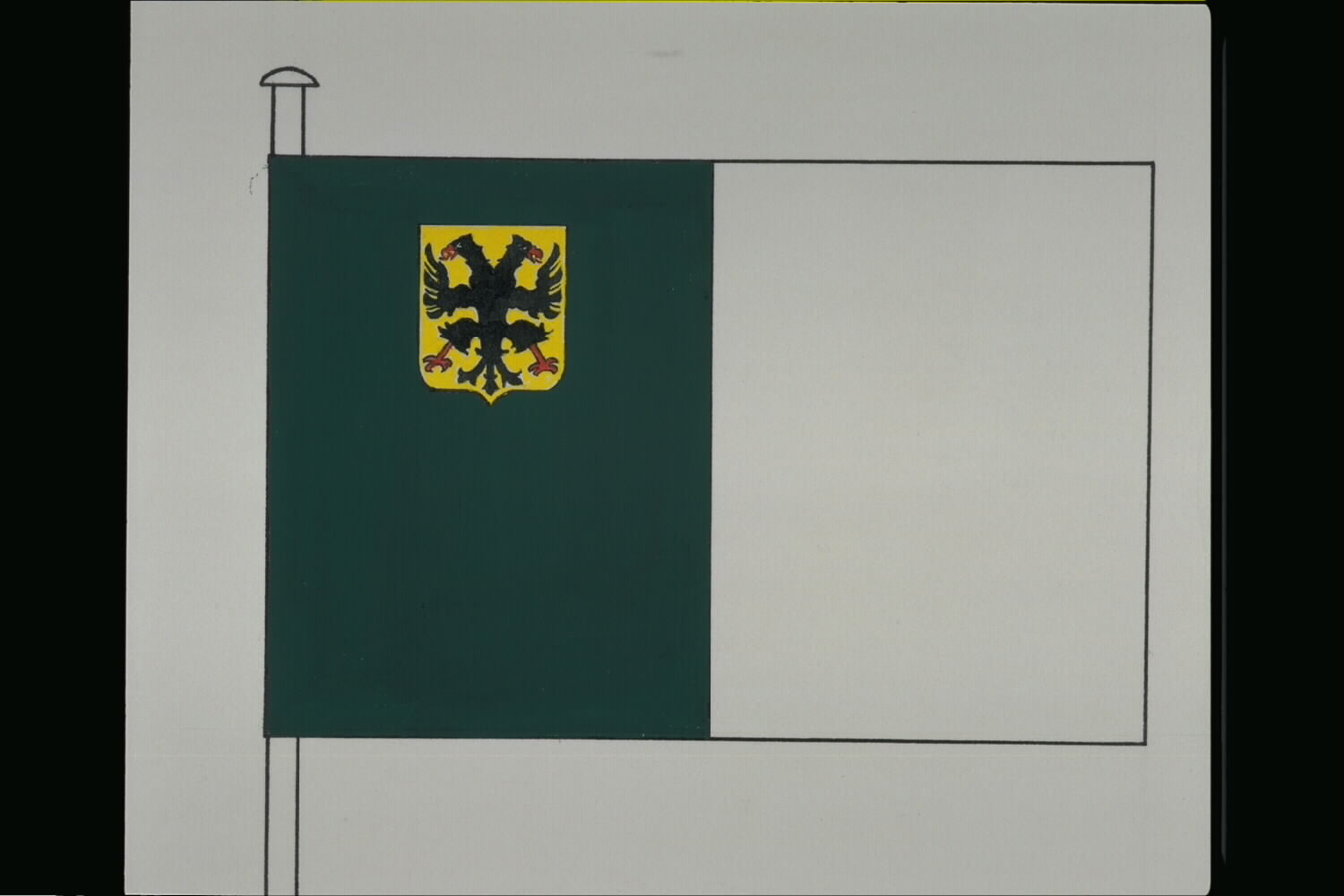
Officiële tekening van de vlag